# Alice Mabota

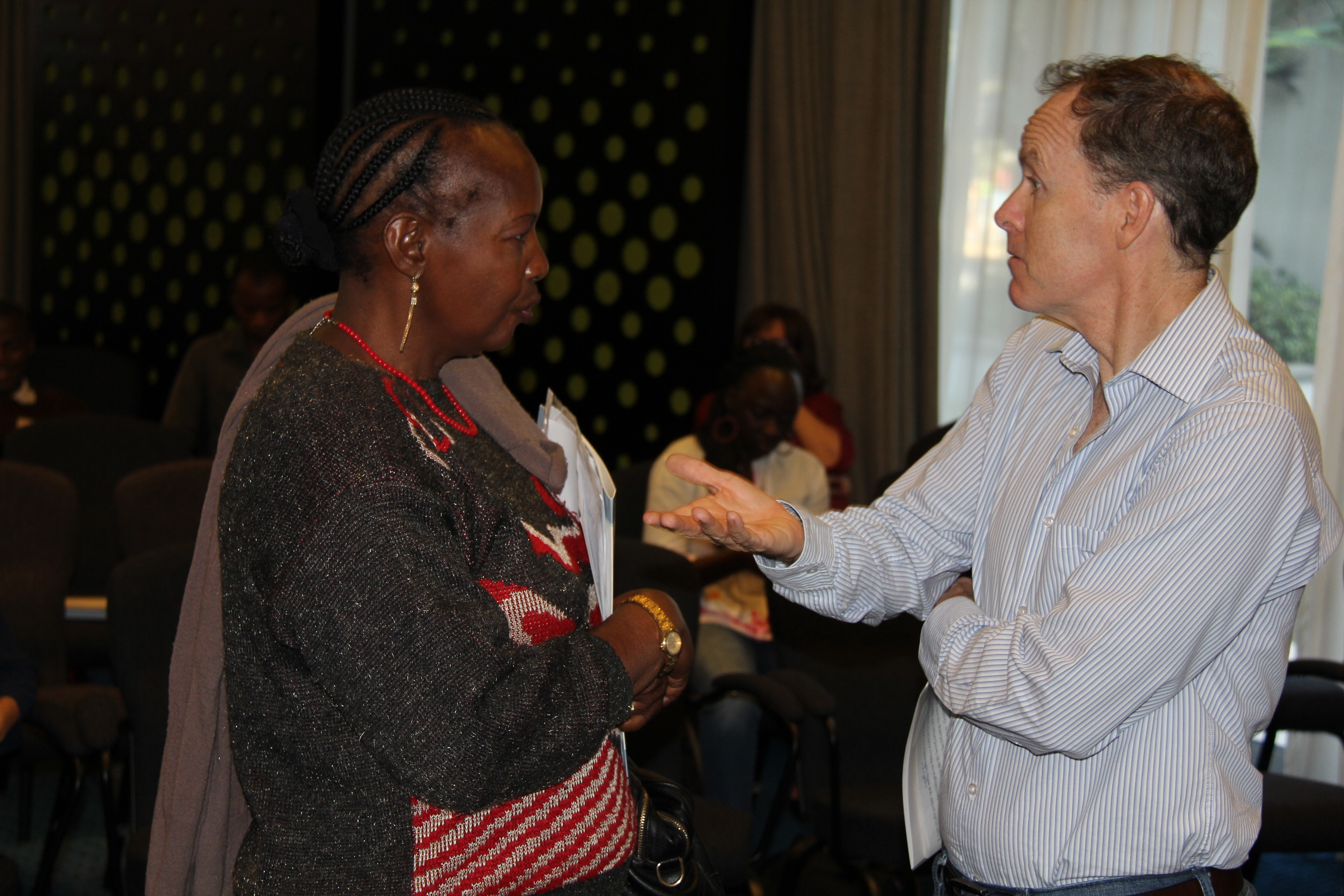
Alice Mabota im Gespräch mit Douglas Griffiths, von 2012 bis 2016 US-Botschafter in Mosambik

Maria Alice Mabota (* 8. April 1949 in Lourenço Marques, Portugiesisch-Ostafrika; † 12. Oktober 2023 in Südafrika) war eine mosambikanische Menschenrechtsaktivistin und Vorsitzende der mosambikanischen Menschenrechtsliga.

## Leben

### Jugend
Maria Alice Mabota wurde im Frühjahr 1949 in der Missionsstation Missão José, dem heutigen Hospital Geral José Macamo, geboren. Üblicherweise ließen Familien mit sog. „Indigenen“-Status – wie es die Familie von Mabota war – Kinder nicht sofort bei der Geburt registrieren. Aus diesem Grunde wurde ihr Alter im Vergleich der Physiognomie mit anderen Kindern geschätzt.
Mabota lebte zeitweise bei ihrem Vater im Viertel Machava 15. Die erste Grundschule besuchte Mabota in der Missionsstation Missão de São Roque in Matutuíne, etwa 100 Kilometer von der Hauptstadt entfernt. Dort konnte sie – wie damals für Mosambikaner mit „Indigenen“-Status üblich – nur die Grundschule absolvieren. Zeitweise lebte sie bei ihrem Onkel auf der gegenüberliegenden Seite der Hauptstadt, in Catembe. Dort wurde Mabota 1966 getauft.

### Aufstieg und weitere Ausbildung
1967/68 kam Mabotas Mutter aus dem südafrikanischen Untergrund, wo sie laut Berichten für die mosambikanische Befreiungsfront FRELIMO gearbeitet hatte. Mabotas Mutter bestand darauf, dass ihre Tochter ihre Ausbildung weiterverfolgte. Daraufhin besuchte sie abends die weiterführende Schule und arbeitete tagsüber als Putzkraft in verschiedenen Einrichtungen.
1973 begann sie am Instituto de Investigação Agronómica der kolonialen Landwirtschaftsbehörde (bzw. dem späteren Landwirtschaftsministerium) zu arbeiten und beendete diese Arbeit 1980 aufgrund von persönlichen Differenzen. Ein Arbeitsangebot des mosambikanischen Geheimdienstes Serviços de Informação e Segurança do Estado (SISE) lehnte sie ab.
Ihre siebte Klasse beendete sie an der Sekundarschule Francisco Manyanga, ihre neunte Klasse an der Sekundarschule Josina Machel im Zentrum Maputos. Daraufhin erlangte sie ihre Zugangsberechtigung zum Studium. Sie konnte sich weder durchringen, Medizin zu studieren – da sie laut eigener Aussage keine Kadaver sehen konnte –, noch Internationale Beziehungen, da sie weder Englisch noch Französisch sprechen konnte. Daraufhin gab sie vorerst Portugiesisch-Unterricht an der Sekundarschule Francisco Manyanga, zu der Zeit, als David Simango Leiter der Schule war. Später arbeitete sie in der Patrocínio e Assistência Jurídica (IPAJ) sowie in der staatlichen Liegenschaftsverwaltung Administração do Parque Imobiliário do Estado (APIE).

### Gründung der Menschenrechtsliga
Einen großen Umbruch im Leben von Mabota bedeutete 1993  der Aufenthalt in Wien für 45 Tage zwecks einer Konferenz zu den Menschenrechten, die sie motivierte, 1995 gemeinsam mit anderen Aktivistinnen und Aktivisten sowie Intellektuellen Mosambiks die Liga dos Direitos Humanos de Moçambique (Menschenrechtsliga) nach guinea-bissauischem Vorbild zu gründen. Seit dieser Zeit war Alice Mabota Vorsitzende der Menschenrechtsliga und hatte sich als eine der bekanntesten Stimmen der mosambikanischen Zivilgesellschaft etabliert.
Insbesondere in den 2010er Jahren kritisierte sie die zunehmende Polarisierung der mosambikanischen Politik zwischen FRELIMO und RENAMO. Die Menschenrechtsliga organisierte gemeinsam mit anderen Organisationen der mosambikanischen Zivilgesellschaft mehrere Protestmärsche für Frieden, Gleichberechtigung und gegen Korruption in der mosambikanischen Hauptstadt. Im Zuge dessen erhielt sie zahlreiche Todesdrohungen und öffentliche Schmähungen, die dem radikalen FRELIMO-Flügel zugeschrieben werden. Die mosambikanische Kriminalpolizei verhörte sie, ihr wurden Präsidentenbeleidigungen vorgeworfen.
2010 erhielt Mabota den von der US-Regierung gestifteten International Women of Courage Award.
2014 erwog Mabota zeitweise, für die Präsidentschaftswahlen zu kandidieren, zog dies jedoch letztendlich zurück.
Sie starb am 12. Oktober 2023 im Alter von 74 Jahren in Südafrika.